# Powiat de Świebodzin
Pour les articles homonymes, voir Świebodzin.
Le powiat de Świebodzin (en polonais : « Powiat świebodziński ») est une unité de l'administration territoriale (district) et du gouvernement local (appelé powiat) de la voïvodie de Lubusz, à l'ouest de la Pologne.
Elle est née le 1er janvier 1999, à la suite des réformes polonaises de gouvernement local passées en 1998. 
Le siège administratif (chef-lieu) du powiat est la ville de Świebodzin, située à 35 kilomètres au nord de Zielona Góra (siège de la diétine régionale) et 57 kilomètres au sud de Gorzów Wielkopolski (capitale de la voïvodie). Il y a une autre ville du powiat qui est Zbąszynek à 20 kilomètres à l'est de Świebodzin.
Le district a une superficie de 937,45 kilomètres carrés. En 2006, il compte 55 989 habitants, dont 21 679 à Świebodzin  et 29 223 dans la partie rurale.

## Division administrative
Le district est subdivisé en 6 gminy (communes):
- 2 communes urbaines-rurales : Świebodzin et Zbąszynek ;
- 4 communes rurales : Lubrza, Łagów, Skąpe et Gmina Szczaniec

Celles-ci sont inscrites dans le tableau suivant, dans l'ordre décroissant de la population.
| Gmina (commune)  | Type         | Superficie (km²) | Population (2006) | Chef-lieu  |
| Gmina Świebodzin | urbain-rural | 227,4            | 29 774            | Świebodzin |
| Gmina Zbąszynek  | urbain-rural | 94,4             | 8 376             | Zbąszynek  |
| Gmina Skąpe      | rural        | 181,3            | 5 414             | Skąpe      |
| Gmina Łagów      | rural        | 199,2            | 5 135             | Łagów      |
| Gmina Szczaniec  | rural        | 112,9            | 3 946             | Szczaniec  |
| Gmina Lubrza     | rural        | 122,3            | 3 344             | Lubrza     |

## Démographie
Données du 30 juin 2005 :
| Description | Total  | Total | Femmes | Femmes | Hommes | Hommes |
| ----------- | ------ | ----- | ------ | ------ | ------ | ------ |
| Unité       | Nombre | %     | Nombre | %      | Nombre | %      |
| Population  | 56 165 | 100   | 28 785 | 51,25  | 27 380 | 48,75  |
| Urbain      | 26 869 | 47,84 | 14 020 | 24,96  | 12 849 | 22,88  |
| Rural       | 29 296 | 52,16 | 14 765 | 26,29  | 14 531 | 25,87  |

## Histoire
De 1975 à 1998, les différentes gminy du powiat actuelle appartenaient administrativement à la voïvodie de Zielona Góra et de la voïvodie de Gorzów.

Depuis 1999, la powiat fait partie de la voïvodie de Lubusz.